# Europamästerskapen i rodd 2023
Europamästerskapen i rodd 2023 hölls mellan den 25 och 28 maj 2023 i Bled i Slovenien. Det var den 80:e upplagan av europamästerskapen i rodd.

## Medaljörer

### Herrar
| Gren                    | Guld | Guld    | Silver | Silver  | Brons | Brons   |
| Singelsculler (M1x)     | Lennart van Lierop Nederländerna | 6.46,91 | Stefanos Ntouskos Grekland | 6.47,87 | Oliver Zeidler Tyskland | 6.48,14 |
| Dubbelsculler (M2x)     | Kroatien Martin Sinković Valent Sinković | 6.07,00 | Italien Luca Rambaldi Matteo Sartori | 6.08,25 | Nederländerna Stef Broenink Melvin Twellaar | 6.10,74 |
| Scullerfyra (M4x)       | Polen Dominik Czaja Mateusz Biskup Mirosław Ziętarski Fabian Barański                                                                              | 5.40,23 | Nederländerna Finn Florijn Simon van Dorp Tone Wieten Koen Metsemakers                                                                                                | 5.41,67 | Italien Nicolò Carucci Andrea Panizza Luca Chiumento Giacomo Gentili                                                                                      | 5.42,01 |
| Tvåa utan styrman (M2–) | Schweiz Roman Röösli Andrin Gulich | 6.22,34 | Storbritannien Oliver Wynne-Griffith Thomas George | 6.22,44 | Spanien Jaime Canalejo Javier García | 6.22,96 |
| Fyra utan styrman (M4–) | Storbritannien Oliver Wilkes David Ambler Matthew Aldridge Freddie Davidson                                                                        | 5.49,34 | Nederländerna Guus Mollee Nelson Ritsema Olav Molenaar Gert-Jan van Doorn                                                                                             | 5.52,24 | Frankrike Thibaud Turlan Guillaume Turlan Benoît Brunet Téo Rayet                                                                                         | 5.53,12 |
| Åtta med styrman (M8+)  | Storbritannien Rory Gibbs Morgan Bolding Jacob Dawson Thomas Digby Charles Elwes Sholto Carnegie James Rudkin Thomas Ford Henry Fieldman (styrman) | 5.28,09 | Rumänien Mihăiță Țigănescu Ciprian Tudosă Florin Arteni-Fîntînariu Mugurel Semciuc Marius Cozmiuc Sergiu Bejan Ștefan Berariu Florin Lehaci Adrian Munteanu (styrman) | 5.28,14 | Nederländerna Niki van Sprang Rik Rienks Jan van der Bij Ruben Knab Sander de Graaf Jacob van de Kerkhof Ralf Rienks Mick Makker Dieuwke Fetter (styrman) | 5.28,61 |
| Lättvikt                | |         | |         | |         |
| Singelsculler (LM1x)    | Hugo Beurey Frankrike | 6.51,26 | Niels Torre Italien | 6.51,81 | Andri Struzina Schweiz | 6.57,25 |
| Dubbelsculler (LM2x)    | Schweiz Jan Schäuble Raphaël Ahumada | 6.13,81 | Italien Stefano Oppo Gabriel Soares | 6.15,06 | Grekland Petros Gkaidatzis Antonios Papakonstantinou | 6.15,99 |
| Pararodd                | |         | |         | |         |
| Singelsculler (PR1 M1x) | Giacomo Perini Italien | 8.55,08 | Roman Poljanskyj Ukraina | 9.00,19 | Marcus Klemp Tyskland | 9.28,26 |

### Damer
| Gren                    | Guld | Guld     | Silver | Silver   | Brons | Brons    |
| Singelsculler (W1x)     | Karolien Florijn Nederländerna | 7.24,18  | Aurelia-Maxima Janzen Schweiz | 7.29,45  | Jovana Arsić Serbien | 7.31,86  |
| Dubbelsculler (W2x)     | Rumänien Nicoleta-Ancuța Bodnar Simona Radiș | 6.40,83  | Litauen Donata Karalienė Dovilė Rimkutė | 6.41,18  | Nederländerna Roos de Jong Laila Youssifou | 6.45,98  |
| Scullerfyra (W4x)       | Ukraina Daryna Verchohljad Natalija Dovhodko Anastasija Kozjenkova Kateryna Dudtjenko                                                                        | 6.19,12  | Nederländerna Martine Veldhuis Lisa Scheenaard Ilse Kolkman Tessa Dullemans                                                                         | 6.20,28  | Storbritannien Lauren Henry Hannah Scott Georgina Brayshaw Lucy Glover                                                                             | 6.22,13  |
| Tvåa utan styrman (W2–) | Rumänien Ioana Vrînceanu Roxana Anghel | 6.56,40  | Nederländerna Ymkje Clevering Veronique Meester | 6.57,56  | Spanien Aina Cid Esther Briz Zamorano | 7.03,56  |
| Fyra utan styrman (W4–) | Rumänien Mădălina Bereș Maria Tivodariu Maria-Magdalena Rusu Amalia Bereș                                                                                    | 6.22,69  | Storbritannien Heidi Long Rowan McKellar Helen Glover Rebecca Shorten                                                                               | 6.23,72  | Nederländerna Marloes Oldenburg Benthe Boonstra Hermine Catherine Drenth Tinka Offereins                                                           | 6.27,10  |
| Åtta med styrman (W8+)  | Rumänien Maria-Magdalena Rusu Roxana Anghel Adriana Adam Maria Tivodariu Mădălina Bereș Amalia Bereș Ioana Vrînceanu Simona Radiș Victoria-Stefania Petreanu | 6.01,55  | Storbritannien Natasha Morrice Emily Ford Lauren Irwin Karen Bennett Esme Booth Samantha Redgrave Harriet Taylor Annie Campbell-Orde Henry Fieldman | 6.08,01  | Italien Giorgia Pelacchi Sofia Secoli Veronica Bumbaca Alice Gnatta Elisa Mondelli Silvia Terrazzi Alice Codato Linda De Filippis Emanuele Capponi | 6.13,07  |
| Lättvikt                | |          | |          | |          |
| Singelsculler (LW1x)    | Ionela-Livia Cozmiuc Rumänien | 7.32,43  | Evangelia Anastasiadou Grekland | 7.35,14  | Kristyna Neuhortová Tjeckien | 7.40,29  |
| Dubbelsculler (LW2x)    | Storbritannien Emily Craig Imogen Grant | 6.52,32  | Grekland Dimitra Eleni Kontou Zoi Fitsiou | 6.54,78  | Frankrike Laura Tarantola Claire Bové | 6.55,30  |
| Pararodd                | |          | |          | |          |
| Singelsculler (PR1 W1x) | Birgit Skarstein Norge | 10.05,80 | Moran Samuel Israel | 10.07,97 | Nathalie Benoit Frankrike | 10.08,36 |

### Mixade grenar i pararodd
| Gren                         | Guld | Guld    | Silver                                                                                  | Silver  | Brons                                                                                            | Brons   |
| Dubbelsculler (PR2 Mix2x)    | Storbritannien Lauren Rowles Gregg Stevenson                                                             | 8.02,94 | Nederländerna Corné de Koning Chantal Haenen                                            | 8.08,87 | Ukraina Svitlana Bohuslavska Iaroslav Koiuda                                                     | 8.13,88 |
| Dubbelsculler (PR3 Mix2x)    | Frankrike Guylaine Marchand Laurent Cadot                                                                | 7.35,81 | Ukraina Dariia Kotyk Stanislav Samoliuk                                                 | 7.37,69 | Storbritannien Annabel Caddick Samuel Murray                                                     | 7.43,68 |
| Fyra med styrman (PR3 Mix4+) | Storbritannien Francesca Allen Giedrė Rakauskaitė Morgan Fice-Noyes Edward Fuller Erin Kennedy (styrman) | 6.52,50 | Tyskland Susanne Lackner Jan Helmich Marc Lembeck Kathrin Marchand Inga Thöne (styrman) | 6.57,42 | Frankrike Erika Sauzeau Gregoire Bireau Remy Taranto Margot Boulet Émilie Acquistapace (styrman) | 7.01,48 |

## Medaljtabell
*   Värdland ( Slovenien)
| Nr                   | Nation               | Guld | Silver | Brons | Totalt |
| -------------------- | -------------------- | ---- | ------ | ----- | ------ |
| 1                    | Storbritannien       | 5    | 3      | 2     | 10     |
| 2                    | Rumänien             | 5    | 1      | 0     | 6      |
| 3                    | Nederländerna        | 2    | 5      | 4     | 11     |
| 4                    | Schweiz              | 2    | 1      | 1     | 4      |
| 5                    | Frankrike            | 2    | 0      | 4     | 6      |
| 6                    | Italien              | 1    | 3      | 2     | 6      |
| 7                    | Ukraina              | 1    | 2      | 1     | 4      |
| 8                    | Kroatien             | 1    | 0      | 0     | 1      |
| 8                    | Norge                | 1    | 0      | 0     | 1      |
| 8                    | Polen                | 1    | 0      | 0     | 1      |
| 11                   | Grekland             | 0    | 3      | 1     | 4      |
| 12                   | Tyskland             | 0    | 1      | 2     | 3      |
| 13                   | Israel               | 0    | 1      | 0     | 1      |
| 13                   | Litauen              | 0    | 1      | 0     | 1      |
| 15                   | Spanien              | 0    | 0      | 2     | 2      |
| 16                   | Serbien              | 0    | 0      | 1     | 1      |
| 16                   | Tjeckien             | 0    | 0      | 1     | 1      |
| Totalt (17 nationer) | Totalt (17 nationer) | 21   | 21     | 21    | 63     |